# Mrinal Sen

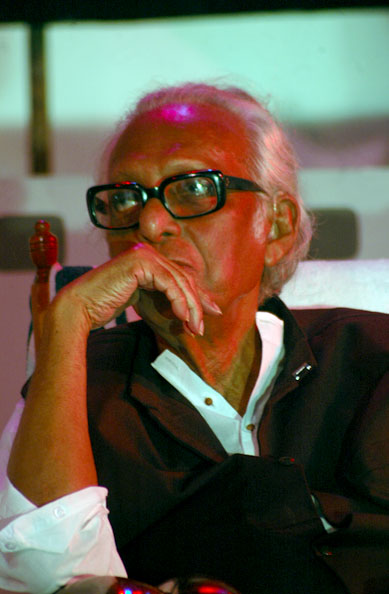
Mrinal Sen

Mrinal Sen (bengalisch মৃণাল সেন Mṛṇāl Sen; * 14. Mai 1923 in Faridpur, Provinz Bengalen; † 30. Dezember 2018 in Kalkutta) war ein indischer Filmregisseur. Er drehte seine Filme meist in Bengalisch, aber auch in Hindi, Oriya und Telugu. Sen gehörte zu den renommiertesten indischen Autorenfilmern.

## Leben und Werk
Sen wuchs im östlichen Teil Bengalens auf. Nach seiner Schulausbildung studierte Sen Physik am Scottish Church College in Kolkata. Dort kam er mit kulturell interessierten Kreisen der Kommunistischen Partei (CPI) in Kontakt, ohne jedoch aktives Parteimitglied zu werden. Nach Abschluss seines Studiums nahm er verschiedene Jobs an und landete schließlich als Techniker in einem Filmstudio in Kolkata.
1955 drehte er seinen ersten Film, und nach nur zwei weiteren war er bereits 1960 international bekannt. Es dauerte aber noch weitere zehn Jahre und fünf Filme, bevor er als großer Filmemacher wahrgenommen wurde. Sein 1969 entstandener Film Bhuvan Shome markierte den Beginn einer neuen politischen Filmbewegung in Indien. Danach konzentrierte sich der Marxist Sen auf soziale und politische Probleme seiner Heimat und dokumentierte diese in seiner Kolkata-Trilogie Interview (1970), Kolkata 71 (1972) und Padatik (1973).
Seine künstlerisch kreativste Phase begann 1979 mit Ek Din Pratidin. Dieser, der mit dem Silbernen Bären (Spezialpreis der Jury) bei der Berlinale 1981 ausgezeichnete Akaler Sandhaney (1980) und insbesondere auch der 1982 entstandene Film Kharij, der einen Sonderpreis der Jury bei den Filmfestspielen von Cannes 1983 bekam, beschäftigen sich mit dem täglichen Leben von Middleclass-Familien in Kolkata. Es entstanden in der Folge auch einige Filme in Hindi. 1986/87 drehte Sen eine Fernsehserie von 40-minütigen Kurzfilmen unter dem Titel Kabhi Door Kabhi Paas. 1991 erschien Mahaprithivi; der Film thematisierte die deutsche Wiedervereinigung. Nach langer Pause erschien 2003 sein letzter Film, Amar bhuvan.
Mrinal Sen war neben Shyam Benegal und den verstorbenen Satyajit Ray und Ritwik Ghatak der bekannteste indische Autorenfilmer außerhalb Bollywoods. Er erhielt mehrere internationale Filmpreise und war Jurymitglied auf zahlreichen Filmfestivals, so in Cannes (1982), Venedig (1996) und Berlin (1982). Er wurde mit dem höchsten indischen Preis für Filmschaffende, dem Dadasaheb Phalke Award ausgezeichnet und war Commandeur de l’Ordre des Arts et des Lettres. 1998 bis 2003 war er Ehrenmitglied des Indischen Parlaments (Rajya Sabha). 2017 wurde er in die Academy of Motion Picture Arts and Sciences (AMPAS) aufgenommen, die jährlich die Oscars vergibt.

## Filmografie
| Spielfilme - 1956: Raat Bhore - 1958: Neel Akasher Neechey - 1960: Baishey Shravan - 1961: Punashcha - 1963: Abasheshe - 1964: Protinidhi - 1965: Akash Kusum - 1966: Matir Manisha - 1969: Bhuvan Shome - 1970: Interview - 1971: Ek Adhuri Kahani - 1972: Calcutta ’71 - 1973: Padatik - 1974: Chorus - 1976: Mrigaya - 1977: Oka Oori Katha - 1978: Parashuram - 1979: Ek Din Pratidin - 1980: Akaler Sandhaney - 1981: Chaalchitra - 1982: Kharij - 1983: Khandhar - 1986: Genesis - 1989: Ek Din Achanak - 1991: Mahaprithibi - 1993: Antareen - 2002: Amar Bhuban | Kurzfilme - 1969: Ichhapuran - 1984: Tasveer Apni Apni - 1986–1987: Aajkaal - 1986–1987: Aina - 1986–1987: Ajnabi - 1986–1987: Aparajit - 1986–1987: Das Saal Baad - 1986–1987: Do Bahene - 1986–1987: Jit - 1986–1987: Kabhi Door Kabhi Paas - 1986–1987: Ravivar - 1986–1987: Saalgira - 1986–1987: Shawl - 1986–1987: Swamvar | Dokumentarfilme - 1964: Moving Perspectives - 1982: Tripura Prasanga - 1990: City Life – Calcutta My El Dorado - 1996: And the Show Goes On |

## Filme über Mrinal Sen
- 1984: Ten Days in Calcutta – A Portrait of Mrinal Sen von Reinhard Hauff
- 1989: With Mrinal Sen von Sanjay Bhattacharya und Rahul Bose
- 1999: Portrait of a Filmmaker von Romesh Sharma